# Irena Česneková
Irena Česneková nata Novotná (Třebíč, 2 maggio 1972) è un'ex biatleta ceca.
Fino alla dissoluzione della Cecoslovacchia (1993) gareggiò per la nazionale cecoslovacca.

## Biografia
In Coppa del Mondo ottenne il primo risultato di rilievo il 17 dicembre 1992 a Pokljuka (18ª) e l'unica vittoria, nonché unico podio, il 21 dicembre 1997 a Kontiolahti.
In carriera prese parte a quattro edizioni dei Giochi olimpici invernali, Lillehammer 1994 (50ª nell'individuale), Nagano 1998 (40ª nella sprint, 30ª nell'individuale, 6ª nella staffetta), Salt Lake City 2002 (22ª nella sprint, 31ª nell'inseguimento, 28ª nell'individuale, 8ª nella staffetta) e Torino 2006 (67ª nell'individuale) e a nove dei Campionati mondiali (4ª nella staffetta a Hochfilzen/Chanty-Mansijsk 2005 il miglior risultato).

## Palmarès

### Coppa del Mondo
- Miglior piazzamento in classifica generale: 17ª nel 1993
- 1 podio (a squadre[1]):
  - 1 vittoria

#### Coppa del Mondo - vittorie
| Data             | Località    | Nazione   | Specialità                                                |
| ---------------- | ----------- | --------- | --------------------------------------------------------- |
| 21 dicembre 1997 | Kontiolahti | Finlandia | RL (con Kateřina Holubcová, Jiřina Pelcová ed Eva Háková) |

Legenda:

RL = staffetta